# Cuando toca la campana
Cuando toca la campana ist eine Serie des Disney Channel Latinoamérica, die am 28. Februar 2011 ihre Premiere feierte. Die Serie handelt von den Abenteuern einer Gruppen, in der Pause, bis die Glocke läutet, was die deutsche Übersetzung des Originaltitel der Serie darstellt. Das Format basiert auf der italienischen Disney-Channel-Produktion Quelli dell'Intervallo, in der eine Gruppe ebenfalls Abenteuer während der Pause erleben. Meistens befinden sie sich dabei auf dem berühmten Balkon.

## Produktion

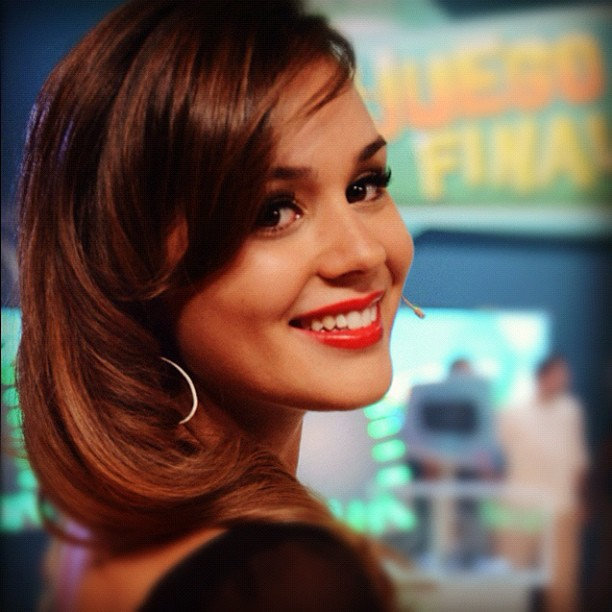
Valeria Baroni, eine Gastdarstellerin der Serie

Die Serie entstand als Gemeinschaftsproduktion vom Disney Channel, in Kooperation mit Cristal Líquido Produçöes. Radio Disney stellte vor der Veröffentlichung des Soundtracks einige enthaltenen Songs vor. Das Album wurde zum erfolgreichsten Soundtracks für Kinder in Lateinamerika. Die Single "Amigas por siempre" gelang den Sprung an die Chartspitze, über 800 Millionen Viewer sahen das dazugehörige Musikvideo auf Youtube.

### Casting
Für ein Casting suchte Disney junge Schauspieler mit Dreherfahrung. Es wurden rund 200 Teilnehmer gecastet. Am 18. Februar 2011 wurden mit Diana Santos, Jorge Blanco, Gerardo Velázquez, Stephie Camarena und Mariana Magaña fünf Hauptdarsteller, die mit einigen musikalischen Darbietungen einen Einblick in die Serie zeigten.

## Ausstrahlungsübersicht
| Staffel | Staffel | Episoden | Erstausstrahlung Lateinamerika | Erstausstrahlung Lateinamerika |
| Staffel | Staffel | Episoden | Beginn der Ausstrahlung        | Ende der Ausstrahlung          |
| ------- | ------- | -------- | ------------------------------ | ------------------------------ |
|         | 1       | 38       | 28. Februar 2011               | 31. Dezember 2011              |
|         | 2       | 32       | 22. März 2012                  | 15. Dezember 2012              |

## TV-Specials
| Nr. des TV-Specials | Staffel | Episodennr. | Titel                | Erstausstrahlung in Lateinamerika |
| ------------------- | ------- | ----------- | -------------------- | --------------------------------- |
| 1                   | 1       | 17/18       | Chismes              | 4. Juli 2011 5. Juli 2011         |
| 2                   | 1       | 23/24       | Show de Talentos     | 13. Juli 2011 14. Juli 2011       |
| 3                   | 1       | 28          | Alumna Francesa      | 22. September 2011                |
| 4                   | 1       | 29          | Semana de La Amistad | 29. September 2011                |

## Diskographie
Soundtracks
- Cuando toca la campana (2011)[4][5]

## Rezeption
Die Serie erhielt viel Zuspruch der Fangemeinde in den Sozialen Medien. So wurde das Musikvideo "Es el momento" auf YouTube mehr als 600 Millionen Mal angeschaut.

## Zweite Staffel
Im Juli 2011 gab Gerardo Velázquez eine zweite Staffel bekannt. Die Dreharbeiten fanden im Januar und Februar 2012 statt, die Ausstrahlung begann am 22. März 2012. Diana Santos und Eva De Dominici verließen den Cast und waren in der zweiten Staffel nicht zu sehen, Jorge Blanco nur zeitweise.

### Recreo clip
Beim Finale von Cuando toca la campana wurde der sogenannte Recreo clip gezeigt. Er beinhaltet die komplette Handlung der zweiten Staffel.

## Auszeichnungen
| Jahr | Auszeichnung              | Kategorie                             | Für            | Resultat  |
| ---- | ------------------------- | ------------------------------------- | -------------- | --------- |
| 2011 | Kids Choice Awards México | Lieblingsserie                        | Lieblingsserie | Nominiert |
| 2011 | Kids Choice Awards México | Weiblicher Hauptcharakter einer Serie | Diana Santos   | Nominiert |
| 2012 | Kids Choice Awards México | Lieblingsnebendarsteller              | Mariana Magaña | Nominiert |

## Spin-offs

### El Blog de DJ
El Blog de DJ ist eine Mini-Serie des Disney Channel Lateinamerika, die in DJs Zimmer spielt und von seinem Blog “Campana Chismosa” handelt.
- Problemas de Imagen (2. Juni 2011)
- Boletines (9. Juni 2011)
- Doble presonalidad (16. Juni 2011)
- Lección Oral (23. Juni 2011)
- Prueba Sorpresa (16. September 2011)
- Soportando la Fila (30. September 2011)
- Amor Escolar (7. Oktober 2011)

### La Campana Chismosa
La Campana Chismosa ist eine Mini-Serie über DJ, die auf YouTube veröffentlicht wurde. Im Gegensatz zu El Blog de DJ spielt diese Serie in der Schule.